# Sardar Vallabhbhai Patel
Vallabhbhai Jhaverbhai Patel conocido como Sardar Patel  (31 de octubre de 1875, Nadiad, Guyarat-15 de diciembre de 1950, Bombay) fue un estadista indio. Fue el primer viceprimer ministro de la India entre 1947 y 1950. Fue un abogado y un alto dirigente del Congreso Nacional Indio, que desempeñó un papel destacado en la lucha por la independencia del país, guiando su integración en una nación unida e independiente. Fue uno de los miembros conservadores del Congreso Nacional Indio. En la India y en otros lugares, se le llamaba a menudo Sardar, que significa "jefe" en hindi, urdu y persa. Actuó como Ministro del Interior durante la integración política de la India y la Guerra indo-pakistaní de 1947.
Educado en su país de origen, estableció su propio despacho de abogados en 1900 y después estudió derecho en el Reino Unido; viéndose envuelto en la política hasta 1917. Al igual que Mohandas Gandhi (y a diferencia de Jawaharlal Nehru), defendió el estatus de dominio dentro de la Mancomunidad Británica de Naciones en vez de la independencia para la India.
Se opuso a la lucha armada por practicidad más que por razones morales y no se interesó en la unidad hindú-musulmana. Patel fue repetidamente candidato para la presidencia del Congreso Nacional Indio, su actitud intransigente hacia los indios musulmanes le granjeó el respaldo de Gandhi y finalmente, la presidencia.
Después de la independencia india en agosto de 1947, mantuvo varios puestos ministeriales. Es recordado por lograr la integración pacífica de la mayoría de estados principescos indios (excepto en las anexiónes militares de Hyderabad, Operación Polo y Junagarh) dentro de la unión india y la solidarización política de la nación.
En 2018 se erigió en su honor la Estatua de la Unidad, que, con sus 182 m de altura, se convirtió en la estatua más alta del mundo. Se encuentra en el estado de Guyarat, en la India.

## Comienzos

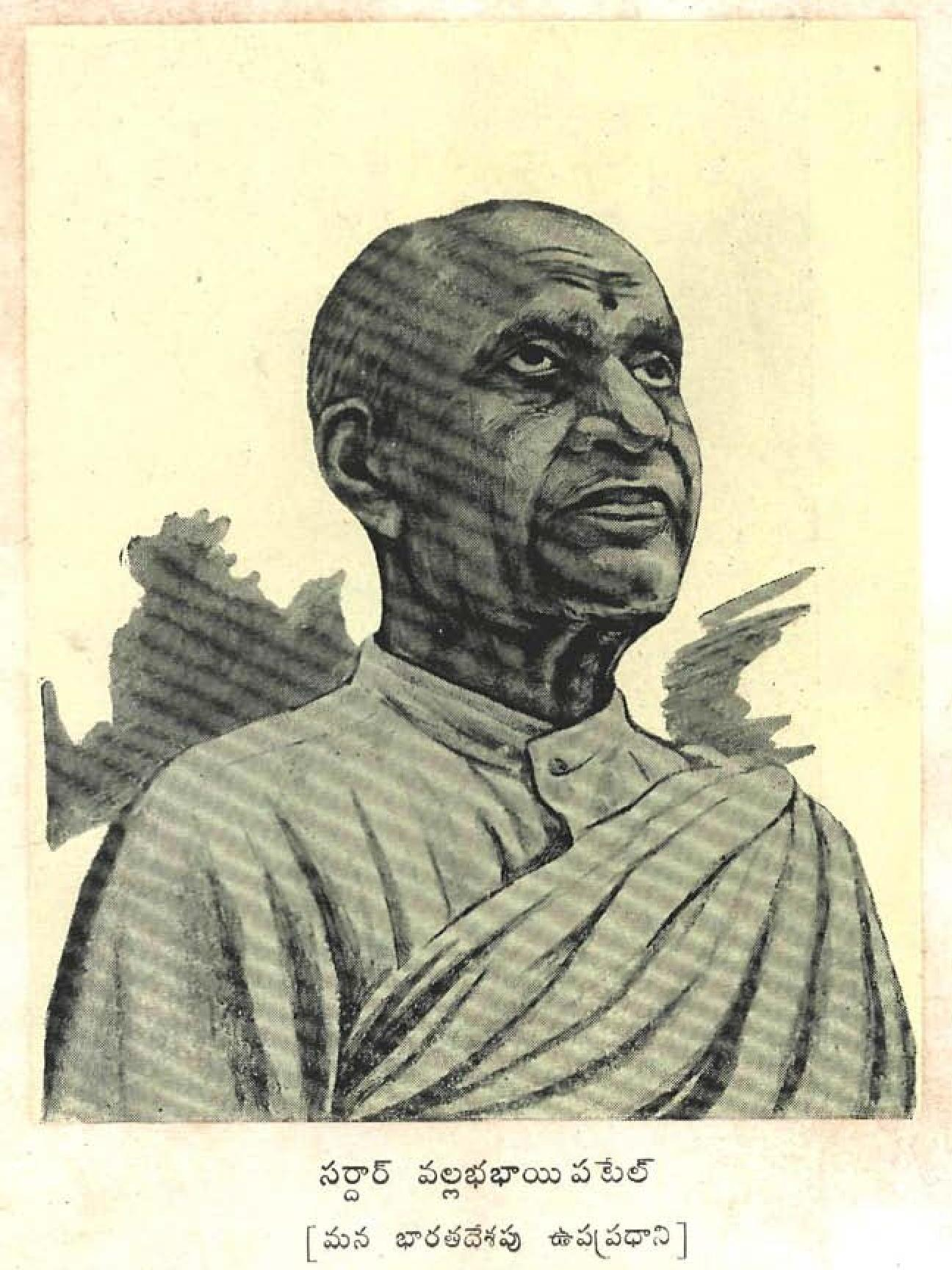
Pintura de Sardar Vallabhai Patel como vice primer ministro que apareció en el número de 1948 de la revista Chandamama

Vallabhbhai Jhaverbhai Patel, uno de los seis hijos de Jhaverbhai Patel y Ladba, nació en Nadiad, Guyarat. La fecha de nacimiento de Patel nunca se registró oficialmente; Patel la anotó como 31 de octubre en sus papeles de examen de matriculación. Pertenecía a la comunidad Leva Patel Patidar de Guyarat Central, aunque tras su fama, los Leva Patel y los Kadava Patidar también lo han reclamado como uno de los suyos.
Patel viajó para asistir a escuelas en Nadiad, Petlad y Borsad, viviendo de forma autosuficiente con otros chicos. Según se dice, cultivó un carácter estoico. Una anécdota popular cuenta que alanceó su propio y doloroso forúnculo sin dudar, incluso cuando el barbero encargado de hacerlo temblaba. Cuando Patel aprobó su matrícula a la edad relativamente tardía de 22 años, sus mayores le consideraban en general un hombre poco ambicioso destinado a un trabajo corriente. Sin embargo, el propio Patel albergaba el plan de estudiar para ser abogado, trabajar y ahorrar fondos, viajar a Inglaterra y convertirse en abogado. Patel pasó años alejado de su familia, estudiando por su cuenta con libros prestados por otros abogados, aprobando sus exámenes en dos años. Recogiendo a su esposa Jhaverba de la casa de sus padres, Patel se instaló en Godhra y fue llamado a la abogacía. Durante los muchos años que tardó en ahorrar dinero, Patel - ahora abogado - se ganó una reputación de abogado feroz y hábil. La pareja tuvo una hija, Maniben, en 1903 y un hijo, Dahyabhai, en 1905. Patel también cuidó de un amigo que padecía la peste bubónica cuando ésta se extendió por Guyarat. Cuando el propio Patel contrajo la enfermedad, envió inmediatamente a su familia a un lugar seguro, abandonó su hogar y se trasladó a una casa aislada en Nadiad (según otros testimonios, Patel pasó este tiempo en un templo en ruinas); allí se recuperó lentamente.
Patel ejerció la abogacía en Godhra, Borsad y Anand, mientras asumía las cargas financieras de su casa en Karamsad. Patel fue el primer presidente y fundador del "Edward Memorial High School" de Borsad, hoy conocido como Jhaverbhai Dajibhai Patel High School. Cuando había ahorrado lo suficiente para su viaje a Inglaterra y solicitó un pase y un billete, éstos iban dirigidos a "V. J. Patel", en casa de su hermano mayor Vithalbhai, que tenía las mismas iniciales que Vallabhai. Después de haber alimentado una vez una esperanza similar de estudiar en Inglaterra, Vithalbhai reprendió a su hermano menor, diciendo que sería una deshonra que un hermano mayor siguiera a su hermano menor. En aras del honor de su familia, Patel permitió a Vithalbhai ir en su lugar.
En 1909, la esposa de Patel, Jhaverba, fue hospitalizada en Bombay (la actual Mumbai) para someterse a una importante operación de cáncer. Su salud empeoró repentinamente y, a pesar de que la operación de urgencia fue un éxito, murió en el hospital. Patel recibió una nota en la que se le informaba del fallecimiento de su esposa mientras interrogaba a un testigo en el tribunal. Según los testigos, Patel leyó la nota, se la guardó en el bolsillo y continuó con su interrogatorio y ganó el caso. No dio la noticia a los demás hasta que terminó el proceso. Patel decidió no volver a casarse. Crio a sus hijos con la ayuda de su familia y los envió a escuelas de lengua inglesa en Bombay. A los 36 años, viajó a Inglaterra y se matriculó en el Middle Temple Inn de Londres. Completando un curso de 36 meses en 30 meses, Patel terminó entre los primeros de su clase a pesar de no haber tenido antecedentes universitarios.
De regreso a la India, Patel se instaló en Ahmedabad y se convirtió en uno de los abogados más exitosos de la ciudad. Con ropas de estilo europeo y modales urbanos, se convirtió en un hábil jugador de bridge. Patel ambicionaba ampliar su bufete y acumular una gran riqueza, así como proporcionar a sus hijos una educación moderna. Había hecho un pacto con su hermano Vithalbhai para apoyar su entrada en la política en la Presidencia de Bombay, mientras que Patel permanecía en Ahmedabad para mantener a la familia.

## Lucha por el autogobierno
En septiembre de 1917, Patel pronunció un discurso en Borsad, en el que animaba a los indios de todo el país a firmar la petición de Gandhi que exigía el Swaraj  –  autogobierno –  de Gran Bretaña. Un mes después, se reunió con Gandhi por primera vez en la Conferencia Política de Guyarat en Godhra. Animado por Gandhi, Patel se convirtió en secretario del Gujarat Sabha, un organismo público que se convertiría en el brazo gujarati del Congreso Nacional Indio. Patel luchó ahora enérgicamente contra el veth – la servidumbre forzada de los indios a los europeos – y organizó esfuerzos de ayuda tras la plaga y la hambruna en Kheda. La petición de los campesinos de Kheda de que se les eximiera de los impuestos había sido rechazada por las autoridades británicas. Gandhi apoyó la realización de una lucha allí, pero no pudo dirigirla él mismo debido a sus actividades en Champarán. Cuando Gandhi pidió que un activista gujarati se dedicara por completo a la tarea, Patel se ofreció como voluntario, para alegría de Gandhi. Aunque su decisión fue tomada en el acto, Patel dijo más tarde que su deseo y su compromiso se produjeron tras una intensa contemplación personal, ya que se dio cuenta de que tendría que abandonar su carrera y sus ambiciones materiales.

### Satyagraha en Guyarat
Apoyado por los voluntarios del Congreso Narhari Parikh, Mohanlal Pandya, y Abbas Tyabji, Vallabhbhai Patel comenzó una gira pueblo por pueblo en el distrito de Kheda, documentando las quejas y pidiendo a los aldeanos su apoyo para una revuelta en todo el estado mediante la rehusarse a pagarlos. Patel hizo hincapié en las posibles dificultades y en la necesidad de una completa unidad y no violencia ante la respuesta de provocación de prácticamente todos los pueblos. Cuando se inició la revuelta y se retuvo la recaudación de impuestos, el gobierno envió a la policía y a escuadrones de intimidación para confiscar propiedades, incluyendo la confiscación de animales de establo y granjas enteras. Patel organizó una red de voluntarios para trabajar con cada pueblo, ayudándoles a esconder los objetos de valor y a protegerse de las redadas. Miles de activistas y agricultores fueron detenidos, pero Patel no. La revuelta despertó simpatía y admiración en toda la India, incluso entre los políticos indios probritánicos. El gobierno aceptó negociar con Patel y decidió suspender el pago de impuestos durante un año, incluso reduciendo la tasa. Patel se convirtió en un héroe para los gujaratis. En 1920 fue elegido presidente del recién formado Comité del Congreso de Gujarat Pradesh; sería su presidente hasta 1945.[cita requerida]
Patel apoyó el movimiento de no cooperación de Gandhi y recorrió el estado para reclutar a más de 300.000 miembros y recaudar más de 1,5 millones de rupias en fondos. Al ayudar a organizar las hogueras en Ahmedabad en las que se quemaron productos británicos, Patel se deshizo de toda su ropa de estilo inglés. Junto con su hija Mani y su hijo Dahya, se pasó por completo a vestir khadi, la ropa de algodón producida localmente. Patel también apoyó la controvertida suspensión de la resistencia de Gandhi a raíz del incidente de Chauri Chaura. En Guyarat, trabajó intensamente en los años siguientes contra el alcoholismo, la inocuidad y el discriminación de castas, así como por el empoderamiento de las mujeres. En el Congreso, fue un decidido partidario de Gandhi frente a sus críticos del Swarajista. Patel fue elegido presidente municipal de Ahmedabad en 1922, 1924 y 1927. Durante sus mandatos, supervisó la mejora de las infraestructuras: se aumentó el suministro de electricidad y se extendieron los sistemas de drenaje y saneamiento por toda la ciudad. El sistema escolar sufrió importantes reformas. Luchó por el reconocimiento y la remuneración de los profesores empleados en las escuelas establecidas por los nacionalistas (independientes del control británico) e incluso se ocupó de cuestiones delicadas entre hindúes y musulmanes. Patel dirigió personalmente los esfuerzos de ayuda tras las lluvias torrenciales de 1927, que causaron grandes inundaciones en la ciudad y en el distrito de Kheda, y una gran destrucción de vidas y propiedades. Estableció centros de refugiados en todo el distrito, movilizó a voluntarios y organizó el suministro de alimentos, medicinas y ropa, así como los fondos de emergencia del gobierno y del público.
Cuando Gandhi estaba en la cárcel, los congresistas pidieron a Patel que dirigiera la satyagraha en Nagpur en 1923 contra una ley que prohibía izar la bandera india. Organizó a miles de voluntarios de todo el país para que participaran en procesiones de personas que violaban la ley. Patel negoció un acuerdo para obtener la liberación de todos los presos y permitir a los nacionalistas izar la bandera en público. Ese mismo año, Patel y sus aliados descubrieron pruebas que sugerían que la policía estaba aliada con una banda local de dacoit/delincuentes relacionada con Devar Baba en el taluka de Borsad, incluso cuando el gobierno se preparaba para recaudar un importante impuesto para luchar contra los dacoits en la zona. Más de 6.000 aldeanos se reunieron para escuchar a Patel hablar en apoyo de la agitación propuesta contra el impuesto, que se consideraba inmoral e innecesario. Organizó a cientos de congresistas, envió instrucciones y recibió información de todo el distrito. Todas las aldeas del taluka se resistieron al pago del impuesto e impidieron la confiscación de propiedades y tierras. Tras una prolongada lucha, el gobierno retiró el impuesto. Los historiadores creen que uno de los principales logros de Patel fue la creación de cohesión y confianza entre las diferentes castas y comunidades, que habían estado divididas según criterios socioeconómicos.
En abril de 1928, Patel regresó a la lucha por la independencia desde sus funciones municipales en Ahmedabad, cuando Bardoli sufría una doble y grave situación de hambruna y una fuerte subida de impuestos. El aumento de los ingresos era más pronunciado que en Kheda, aunque la hambruna abarcaba una gran parte de Guyarat. Después de interrogar y hablar con los representantes de las aldeas, haciendo hincapié en las posibles dificultades y en la necesidad de la no violencia y la cohesión, Patel inició la lucha con una negación total de los impuestos. Patel organizó voluntarios, campamentos y una red de información en las zonas afectadas. El rechazo de los ingresos fue más fuerte que en Kheda, y se emprendieron muchas satyagrahas de simpatía en todo Guyarat. A pesar de las detenciones y las confiscaciones de bienes y tierras, la lucha se intensificó. La situación llegó a su punto álgido en agosto, cuando, a través de intermediarios simpatizantes, negoció un acuerdo que incluía la derogación de la subida de impuestos, la reincorporación de los funcionarios del pueblo que habían dimitido en señal de protesta y la devolución de las propiedades y tierras confiscadas. Fue por las mujeres de Bardoli, durante la lucha y después de la victoria del Congreso Nacional Indio en esa zona, por lo que se empezó a referir a Patel como Sardar (o jefe).

#### Derechos fundamentales y política económica: 1931
Bajo la presidencia de Sardar Patel, el Congreso aprobó la resolución "Derechos fundamentales y política económica" en 1931.

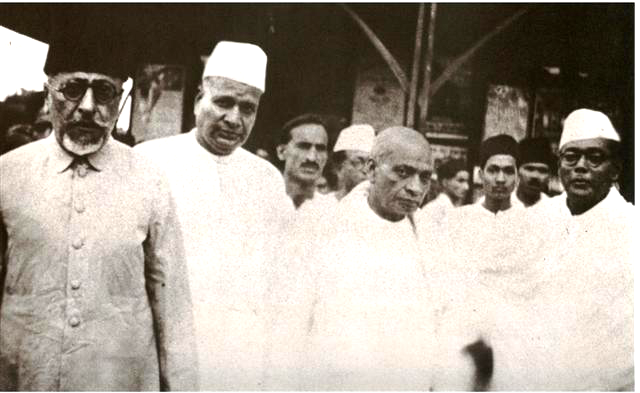
Maulana Azad, Jamnalal Bajaj, Patel (tercero por la izquierda, en primer plano), Subhash Chandra Bose y otros congresistas en Wardha

Mientras Gandhi se embarcaba en la Marcha de la Sal de Dandi, Patel fue arrestado en la aldea de Ras y fue sometido a juicio sin testigos, sin que se permitiera la presencia de un abogado o de periodistas. El arresto de Patel y la posterior detención de Gandhi provocaron que la Satyagraha de la sal se intensificara enormemente en Guyarat – distritos de todo Gujarat lanzaron una rebelión contra los impuestos hasta que y a menos que Patel y Gandhi fueran liberados. Una vez liberado, Patel ejerció como presidente interino del Congreso, pero volvió a ser detenido mientras encabezaba una procesión en Bombay. Tras la firma del Pacto Gandhi-Irwin, Patel fue elegido presidente del Congreso para su sesión de 1931 en Karachi – , donde el Congreso ratificó el pacto y se comprometió a defender los derechos fundamentales y las libertades civiles. Abogó por el establecimiento de una nación laica con un salario mínimo y la abolición de la intocabilidad y la servidumbre. Patel utilizó su posición como presidente del Congreso para organizar la devolución de las tierras confiscadas a los agricultores de Guyarat. Tras el fracaso de la Conferencia de la Mesa Redonda en Londres, Gandhi y Patel fueron detenidos en enero de 1932, cuando se reanudó la lucha, y encarcelados en la Cárcel Central de Yeravda. Durante este período de encarcelamiento, Patel y Gandhi se acercaron el uno al otro, y ambos desarrollaron un estrecho vínculo de afecto, confianza y franqueza. Su relación mutua podría describirse como la de un hermano mayor (Gandhi) y su hermano menor (Patel). A pesar de discutir con Gandhi, Patel respetaba sus instintos y su liderazgo. En la cárcel, ambos discutían cuestiones nacionales y sociales, leían epopeyas hindúes y hacían bromas. Gandhi enseñó a Patel sánscrito. El secretario de Gandhi, Mahadev Desai, llevaba un registro detallado de las conversaciones entre Gandhi y Patel. Cuando Gandhi se embarcó en un ayuno hasta la muerte en protesta por los electorados separados asignados a los intocables, Patel cuidó de Gandhi de cerca y él mismo se abstuvo de participar en la comida. Más tarde, Patel fue trasladado a una cárcel en Nasik, y rechazó una oferta británica de una breve liberación para asistir a la cremación de su hermano Vithalbhai, que había muerto en octubre de 1933. Finalmente fue liberado en julio de 1934.
La posición de Patel al más alto nivel en el Congreso estuvo relacionada en gran medida con su papel a partir de 1934 (cuando el Congreso abandonó su boicot a las elecciones) en la organización del partido. Con sede en un apartamento de Bombay, se convirtió en el principal recaudador de fondos del Congreso y presidente de su Junta Parlamentaria Central, desempeñando el papel principal en la selección y financiación de los candidatos para las elecciones de 1934 a la Asamblea Legislativa Central de Nueva Delhi y para las elecciones provinciales de 1936. Además de recaudar fondos y seleccionar candidatos, también determinó la postura del Congreso en cuanto a temas y oponentes. Al no presentarse a un escaño para sí mismo, Patel guio, sin embargo, a los congresistas elegidos en las provincias y a nivel nacional. En 1935, Patel fue operado de hemorroides, pero siguió dirigiendo los esfuerzos contra la plaga en Bardoli y de nuevo cuando una sequía asoló Guyarat en 1939. Patel dirigió los ministerios del Congreso que habían ganado poder en toda la India con el objetivo de preservar la disciplina del partido. – Patel temía que el gobierno británico aprovechara las oportunidades para crear conflictos entre los congresistas elegidos, y no quería que el partido se distrajera del objetivo de la independencia completa. Patel se enfrentó a Nehru, oponiéndose a las declaraciones sobre la adopción del socialismo en la sesión del Congreso de 1936, que consideraba una distracción del objetivo principal de lograr la independencia. En 1938, Patel organizó la oposición de las bases a los intentos del entonces presidente del Congreso Subhas Chandra Bose de alejarse de los principios de resistencia no violenta de Gandhi. Patel consideraba que Bose quería tener más poder sobre el partido. Encabezó a los principales líderes del Congreso en una protesta que tuvo como resultado la dimisión de Bose. Pero surgieron críticas de los partidarios de Bose, de los socialistas y de otros congresistas, en el sentido de que el propio Patel estaba actuando de forma autoritaria en su defensa de la autoridad de Gandhi.

### Batalla legal con Subhas Chandra Bose
El hermano mayor de Patel, Vithalbhai Patel, murió en Ginebra el 22 de octubre de 1933.[cita requerida]
Vithalbhai y Bose habían sido muy críticos con el liderazgo de Gandhi durante sus viajes por Europa. "Para cuando Vithalbhai murió en octubre de 1933, Bose se había convertido en su principal cuidador. En su lecho de muerte dejó una especie de testamento, legando tres cuartas partes de su dinero a Bose para que lo utilizara en la promoción de la causa de la India en otros países. Cuando Patel vio una copia de la carta en la que su hermano había dejado la mayor parte de su patrimonio a Bose, se hizo una serie de preguntas: ¿Por qué la carta no estaba certificada por un médico? ¿Se había conservado el papel original? ¿Por qué los testigos de esa carta eran todos hombres de Bengala y ninguno de los muchos otros veteranos activistas por la libertad y partidarios del Congreso que habían estado presentes en Ginebra, donde había muerto Vithalbhai? Es posible que Patel haya dudado incluso de la veracidad de la firma en el documento. El caso llegó a los tribunales y, tras una batalla legal que duró más de un año, éstos dictaminaron que los bienes de Vithalbhai sólo podían ser heredados por sus herederos legales, es decir, su familia. Patel entregó rápidamente el dinero al Vithalbhai Memorial Trust."}}

### Movimiento Quit India
Al estallar la Segunda Guerra Mundial, Patel apoyó la decisión de Nehru de retirar el Congreso de las legislaturas centrales y provinciales, en contra del consejo de Gandhi, así como una iniciativa del alto dirigente Chakravarthi Rajagopalachari de ofrecer el pleno apoyo del Congreso a Gran Bretaña si prometía la independencia de la India al final de la guerra e instalaba un gobierno democrático de inmediato. Gandhi se había negado a apoyar a Gran Bretaña por su oposición moral a la guerra, mientras que Subhash Chandra Bose estaba en oposición militante a los británicos. El gobierno británico rechazó la iniciativa de Rajagopalachari, y Patel volvió a abrazar el liderazgo de Gandhi. Participó en el llamamiento de Gandhi a la desobediencia individual, y fue detenido en 1940 y encarcelado durante nueve meses. También se opuso a las propuestas de la misión de Cripps en 1942. Patel perdió más de veinte libras durante su periodo en la cárcel.

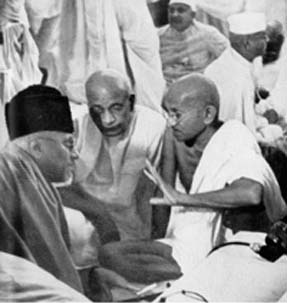
Azad, Patel, y Gandhi en una reunión del AICC en Bombay, 1940

Mientras que Nehru, Rajagopalachari y Maulana Azad criticaron inicialmente la propuesta de Gandhi de llevar a cabo una campaña de desobediencia civil para obligar a los británicos a conceder la independencia a la India, Patel fue su más ferviente defensor. Argumentando que los británicos se retirarían de la India como lo habían hecho de Singapur y de Burma, Patel instó a que la campaña comenzara sin demora. Aunque pensaba que los británicos no se irían inmediatamente, Patel era partidario de una rebelión total que galvanizara al pueblo indio, que había estado dividido en su respuesta a la guerra. En opinión de Patel, una rebelión de este tipo obligaría a los británicos a admitir que la continuación del dominio colonial no tenía apoyo en la India, y así acelerar el traspaso de poder a los indios. Creyendo firmemente en la necesidad de la revuelta, Patel declaró su intención de dimitir del Congreso si no se aprobaba la revuelta. Gandhi presionó fuertemente al Comité del Congreso de toda la India para que aprobara una campaña de desobediencia civil, y el AICC aprobó la campaña el 7 de agosto de 1942. Aunque la salud de Patel se había resentido durante su estancia en la cárcel, pronunció emotivos discursos ante grandes multitudes en toda la India, pidiéndoles que se negaran a pagar impuestos y que participaran en la desobediencia civil, en protestas masivas y en el cierre de todos los servicios civiles. Recaudó fondos y preparó un segundo nivel de mando como precaución ante la detención de los líderes nacionales. Patel pronunció un discurso culminante ante más de 100.000 personas reunidas en el Tanque Gowalia de Bombay el 7 de agosto:

El gobernador de Birmania se jacta en Londres de que abandonaron Birmania sólo después de reducir todo a polvo. ¿Así que promete lo mismo a la India? ¿Se refiere usted en sus emisiones de radio y en los periódicos al gobierno establecido en Birmania por Japón como un gobierno títere? ¿Qué clase de gobierno tiene usted ahora en Delhi?...Cuando Francia cayó ante la embestida nazi, en plena guerra total, el Sr. Churchill ofreció a los franceses la unión con Inglaterra. Eso fue, sin duda, un golpe de estadista inspirado. ¿Pero cuando se trata de la India? ¡Oh, no! ¿Cambios constitucionales en medio de una guerra? Absolutamente impensable... El objetivo esta vez es liberar a la India antes de que vengan los japoneses y estar preparados para luchar contra ellos si vienen. Acorralarán a los líderes, acorralarán a todos. Entonces será el deber de cada indio poner su máximo esfuerzo, dentro de la no violencia. No hay que dejar ninguna fuente sin explotar; ningún arma sin probar. Esta va a ser la oportunidad de toda una vida.

Los historiadores creen que el discurso de Patel fue decisivo para electrizar a los nacionalistas, que hasta entonces se habían mostrado escépticos ante la rebelión propuesta. Los historiadores atribuyen a la labor organizativa de Patel en este periodo el éxito de la rebelión en toda la India. Patel fue detenido el 9 de agosto y estuvo encarcelado con todo el Comité de Trabajo del Congreso desde 1942 hasta 1945 en el fuerte de Ahmednagar. Aquí hiló tela, jugó al bridge, leyó un gran número de libros, dio largos paseos y practicó la jardinería. También prestó apoyo emocional a sus compañeros mientras esperaba noticias y acontecimientos del exterior. Patel se sintió profundamente dolido por la noticia de la muerte de Mahadev Desai y Kasturba Gandhi ese mismo año. Pero Patel escribió en una carta a su hija que él y sus colegas experimentaban "la más plena paz" por haber cumplido "su deber". A pesar de que otros partidos políticos se habían opuesto a la lucha y de que el gobierno colonial británico había respondido encarcelando a la mayoría de los líderes del Congreso, el movimiento Quit India fue "con mucho, la rebelión más grave desde la de 1857", tal y como el virrey cableó a Winston Churchill. Más de 100.000 personas fueron detenidas y numerosos manifestantes murieron en violentos enfrentamientos con la Policía Imperial India. En toda la India estallaron huelgas, protestas y otras actividades revolucionarias. Cuando Patel fue liberado el 15 de junio de 1945, se dio cuenta de que el gobierno británico estaba preparando propuestas para transferir el poder a la India.

## Ministro del Interior

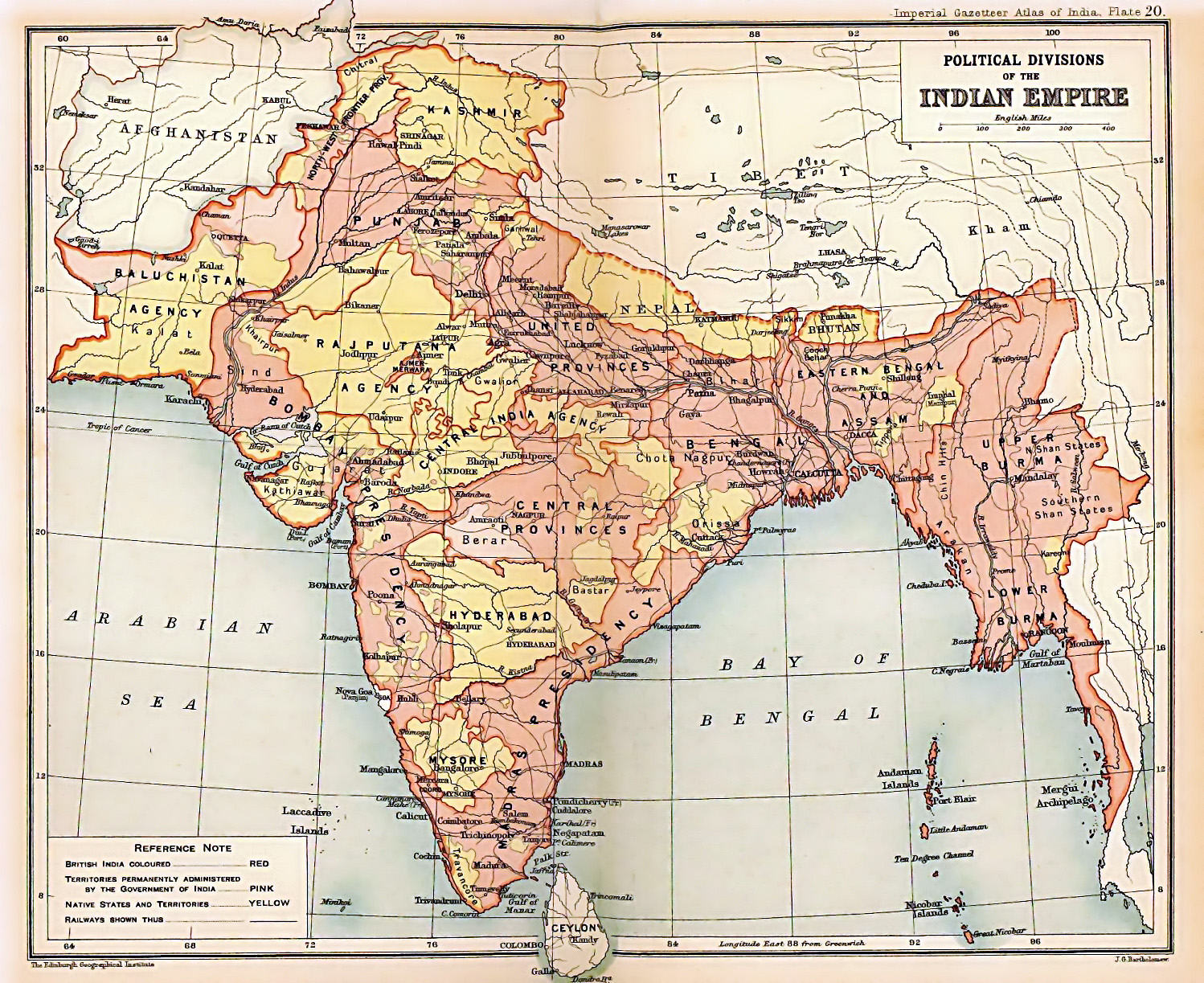
Raj Británico en 1909

En las elecciones provinciales de la India de 1946, el Congreso obtuvo una gran mayoría de los escaños electos, dominando el electorado hindú. Sin embargo, la Liga Musulmana, liderada por Muhammad Ali Jinnah, obtuvo una gran mayoría de los escaños del electorado musulmán. La Liga había decidido en 1940 exigir Pakistán –un estado independiente para los musulmanes– y fue un feroz crítico del Congreso. El Congreso formó gobiernos en todas las provincias, salvo Sindh, Punjab y Bengala, donde entró en coaliciones con otros partidos.
Vallabhbhai Patel fue uno de los primeros líderes del Congreso que aceptó la partición de la India como solución al creciente movimiento separatista musulmán encabezado por Muhammad Ali Jinnah. Se había sentido indignado por la campaña de Acción Directa de Jinnah, que había provocado violencia comunal en toda la India, y por los vetos del virrey a los planes de su departamento del Interior para detener la violencia por razones de constitucionalidad.
En virtud del plan del 3 de junio, más de 565 estados principescos recibieron la opción de unirse a la India o al Pakistán, o elegir la independencia. Los nacionalistas indios y amplios sectores de la opinión pública temían que, si estos estados no se adherían, la mayor parte de la población y el territorio quedarían fragmentados. El Congreso, así como altos funcionarios británicos, consideraban que Patel era el hombre más indicado para la tarea de lograr la conquista de los estados principescos por parte del dominio indio. Gandhi le había dicho a Patel: "El problema de los estados es tan difícil que sólo usted puede resolverlo".
Como primer ministro del Interior, Patel desempeñó uno de los papeles más importantes en la integración de los estados principescos a la federación india. Este logro constituyó la piedra angular de la popularidad de Patel en la era posterior a la independencia. En este sentido, se le compara con Otto von Bismarck, que unificó los numerosos estados alemanes en 1871.
En sus últimos años, Patel fue honrado por los miembros del Parlamento. En noviembre de 1948, la Universidad de Nagpur, la Universidad de Allahabad y la Universidad Hindú de Benarés le otorgaron el doctorado honorario en derecho, y en febrero de 1949 recibió el doctorado honorario de la Universidad de Osmania y en marzo de 1949 de la Universidad de Punjab, Chandigarh. Anteriormente, Patel había aparecido en la portada de la edición de enero de 1947 de la revista Time.

## Muerte
Después de sufrir un ataque cardíaco masivo (su segundo), Patel murió el 15 de diciembre de 1950 en Birla House en Bombay. En un gesto sin precedentes e irrepetible, al día siguiente de su muerte, más de 1.500 oficiales de los servicios civiles y policiales de la India se congregaron para llorar su muerte en la residencia de Patel en Delhi y prometieron "completa lealtad y celo incansable" al servicio de la India. Numerosos gobiernos y líderes mundiales enviaron mensajes de condolencias por la muerte de Patel, entre ellos Trygve Lie, el secretario general de las Naciones Unidas, el presidente Sukarno de Indonesia, el primer ministro Liaquat Ali Khan de Pakistán y el primer ministro Clement Attlee del Reino Unido.

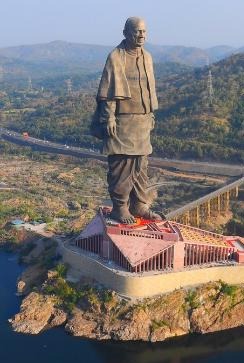
Estatua de la Unidad, vista aérea de la estatua dedicada a su honor.

## Estatua de la Unidad
En 2018 se inauguró en el estado de Guyarat, India, junto al río Narmada, la Estatua de la Unidad en honor a Patel. Con sus 182 metros de altura, es la más alta del mundo en la actualidad.